# ヌエクワガタ
ヌエクワガタ (Katsuraius ikedaorum) は、昆虫綱甲虫目クワガタムシ科の1種で、1996年に記載された本種1種で単型のヌエクワガタ属をつくる。
和名のヌエは日本の伝説上の生物「鵺」に由来する。

## 生息地
- ベトナム

## 形態
体長3 - 4cm、全身は黒く前翅部に光沢があり、複眼が比較的突出している。雄の頭部は変わった突起が存在し、大顎は体格の割に太めで、内歯の生え方のバリエーションが多数。

## 人間との関係
ペットとして稀に流通する。